# José Small
José Small (Santiago del Estero, 19 de marzo de 1966) es un exjugador y actual entrenador de baloncesto argentino. Actuó durante 16 temporadas en la Liga Nacional de Básquet -la máxima categoría del baloncesto profesional de su país-, disputando 674 partidos, en los que anotó 6131 puntos y entregó 1340 asistencias. Al retirarse se desempeñó como entrenador de equipos de baloncesto de diversas divisiones en su ciudad natal y fue también dirigente del club Huracán ISDR.
Integró el plantel de la selección de Santiago del Estero que conquistó el Campeonato Argentino de Básquet de 1991, equipo capitaneado por Miguel Cortijo.
Es hermano de Fernando Small y Carlos Small, dos exbaloncestistas profesionales.

## Trayectoria como jugador

### Clubes
| Club                            | País      | Año         |
| ------------------------------- | --------- | ----------- |
| Huracán ISDR                    | Argentina | 1982 - 1986 |
| Olímpico                        | Argentina | 1987 - 1989 |
| Sport Club Cañadense            | Argentina | 1990        |
| Gimnasia y Esgrima de Pergamino | Argentina | 1990 - 1991 |
| Olímpico                        | Argentina | 1991 - 1992 |
| Santa Paula de Gálvez           | Argentina | 1992 - 1993 |
| Regatas de San Nicolás          | Argentina | 1993 - 2000 |
| Belgrano de San Nicolás         | Argentina | 2000 - 2003 |
| Regatas de San Nicolás          | Argentina | 2003        |
| Argentino de Junín              | Argentina | 2004        |
| Regatas de San Nicolás          | Argentina | 2004 - 2005 |
| Olímpico                        | Argentina | 2005 - 2006 |

## Trayectoria como entrenador
| Club                         | País      | Año         |
| ---------------------------- | --------- | ----------- |
| Regatas (jugador-entrenador) | Argentina | 1999        |
| Quimsa (asistente)           | Argentina | 2007 - 2011 |
| Nicolás Avellaneda           | Argentina | 2011 - 2017 |
| Olímpico (femenino)          | Argentina | 2017        |
| Nicolás Avellaneda           | Argentina | 2021        |